# Karácsony-szigeti császárgalamb
A karácsony-szigeti császárgalamb (Ducula whartoni) a madarak osztályának galambalakúak (Columbiformes) rendjébe és a galambfélék (Columbidae) családjába tartozó faj.
A magyar név forrással nincs megerősítve, lehet, hogy az angol név tükörfordítása (Christmas Island Imperial-pigeon).

## Előfordulása
Az Indiai-óceánban fekvő, közigazgatásilag Ausztráliához tartozó Karácsony-sziget területén lévő esőerdőkben honos.

## Megjelenése
Testhossza 39 centiméter, tollazata sötétszürke, a nemek hasonlóak.

## Életmódja
Az erdei fák gyümölcsével, rügyeivel és leveleivel táplálkozik.